# Planet of Lana
Planet of Lana est un jeu de plateforme de puzzle développé par Wishfully Studios et édité par Thunderful Publishing, sorti en 2023 sur Microsoft Windows, Xbox One et Xbox Series puis en 2024 sur Nintendo Switch, PlayStation 4 et PlayStation 5. Dans le jeu, le joueur prend le contrôle de l'adolescente Lana et de son compagnon chat Mui, alors qu'ils explorent une planète fictive envahie par des machines extraterrestres hostiles. Le jeu a été inspiré par des jeux tels que Inside, tandis que ses visuels ont été inspirés par des films du Studio Ghibli.
Planet of Lana a reçu des critiques généralement positives lors de sa sortie. Les critiques ont loué la direction artistique, la narration et la conception sonore du jeu, bien que certaines critiques négatives visaient le manque d'innovation dans ses énigmes et sa courte durée.
Une suite intitulée Planet of Lana II est prévue pour 2026.